# Iku-Šamagan
Iku-Šamagan (klinopisno 𒄿𒆪𒀭𒊭𒈠𒃶, i-ku-Dša-ma-gan) je bil kralj Drugega marijskega kraljestva, ki je vladal okoli leta 2500 pr. n. št. Je eden od treh marijskih kraljev, znanih iz arheologije. Najstarejši je bil verjetno Ikun-Šamaš. Tretji je bil Iški-Mari, znan tudi iz  napisa na kipu.
Marijski kralji so svoje napise pisali v akadskem jeziku, medtem ko so jih njihovi sodobniki pisali v sumerskem.

## Vaza
Razen na kipu je Iku-Šamagan omenjen tudi v napisu na vazi, pisanem v zgodnjem semitskem narečju:
"Za Iku-Šamagana, kralja Marija, [je] Šuveda, sin … trgovca, posvetil to vazo rečnemu bogu in boginji Ištarat"
—  Napis na vazi

## Kip
Iku-Šamagan je znan z votivnega kipa z napisom, ki ga je leta 1952 odkril André Parrot. Napis na kipu se glasi:

𒄿𒆪𒀭𒊭𒈠𒃶 / 𒈗𒈠𒌷𒆠 / 𒀋 / 𒊕𒂅 / 𒊨𒋤 / 𒀭𒈹𒍝𒍝 / 𒊕𒄸𒁺

i-ku-Dsha-ma-gan / lugal ma-ri2ki / abba2 / sa12du5 / dul3su3 / DMUSZ3xZA.ZA / sa12rig9

"[Nadzornik] Iku-Šamagana, kralja Marija, posvečam ta kip Ninni-zazi"— Napis na Iku-Šamaganovem kipu
- Asma al-Assad in Marisa Leticia ogledujeta Iku-Šamaganov kip v Narodnem muzeju Damaska
- Iku-Šamaganov kip,[1][2]
- Iku-Šamaganov kip (detajl)

| Iku-Šamagan            |                              |                            |
| Vladarski nazivi       |                              |                            |
| Predhodnik: Ikun-Šamaš | Kralj Marija 2500 pr. n. št. | Naslednik: (...) Iški-Mari |